# В русском стиле (фильм)
«В русском стиле» — советский фильм 1991 года, единственная режиссёрская работа продюсера Александра Просянова.

## Сюжет
У архитектора Сергея Журавлёва пропадает 15-летняя дочь. Обращение в милицию ни к чему не приводит и он начинает самостоятельные поиски. Его помощницей «случайно» становится преподаватель химии Анна. Поиски приводят к криминальному авторитету Харитонову, но, как оказывается «похищение» было задумано самой дочерью Журавлёва…

## В ролях
- Лайма Вайкуле — Анна, преподаватель химии в спецшколе
- Михаил Ламперт — Сергей Журавлик, архитектор, отец 15-летней дочери
- Дальвин Щербаков — Роман Борисович Харитонов, главарь мафии
- Сергей Приселков — следователь
- Анжелика Волкова — Вика, дочь Сергея
- Оля Лымарь — Сюзанна, подруга Вики
- Наталья Позднякова — Даша
- Дмитрий Чубаров — Игорёк, торговец оружием
- Валерий Захарьев — Алексей

## Съёмки
Съёмки фильма велись в Одессе, в частности, дом героини — Каретный переулок, дом 7.

## Критика
В этом фильме, играет известная эстрадная певица Лайма Вайкуле. И это единственная подробность, о которой хочется говорить в связи с этой лентой. Можно лишь сказать, что Лайма достойна лучшей доли и роли.— журнал «Вестник», 1995